# Chat, ch'est du chien !
Chat, ch'est du chien ! est le 27e tome de la série de bande dessinée Cubitus, créée par Dupa. Paru le 7 novembre 1992, cet album contient 48 pages, illustrant chacune un gag différent.